# Jarell Martin
Jarell Martin (Baton Rouge, 24 de maio de 1994) é um jogador norte-americano de basquete profissional que atualmente está jogando pelo Sydney Kings, da National Basketball League
Martin jogou basquete universitário na Universidade do Estado da Luisiana e foi selecionado pelo Memphis Grizzlies com a 25° escolha geral no Draft da NBA de 2015. Além dos Grizzlies, ele jogou no Orlando Magic da NBA e no Iowa Energy da D-League.

## Carreira no ensino médio

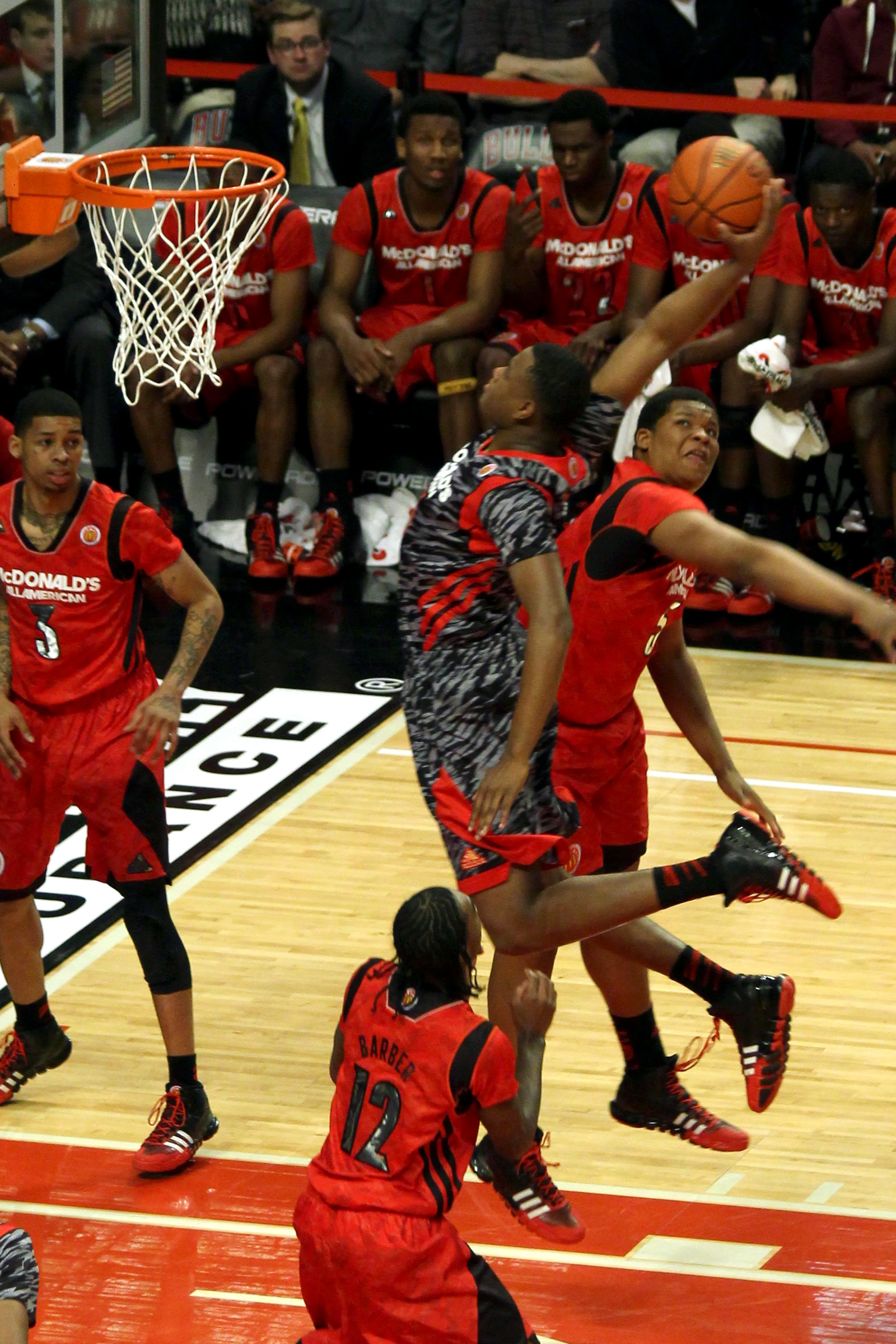
Martin no McDonald's All-American Boys de 2013

Como uma das principais perspectivas do país (13° melhor do país), Martin foi selecionado para o McDonald's All-American. Martin também foi o vencedor do prêmio Mr. Basketball de 2013, concedido anualmente pela Associação de Escritores de Esportes da Louisiana ao melhor jogador do estado da Louisiana.
Martin decidiu que ia para a Universidade do Estado da Luisiana em 11 de fevereiro de 2012.

## Carreira na faculdade

### Primeiro ano
Martin foi titular em 25 dos 34 jogos de LSU e obteve média de 26,2 minutos, 10,3 pontos, 4,6 rebotes e 0.9 assistências.
Ele ficou em nono lugar na SEC entre os calouros em pontuação e em sétimo entre os calouros em rebotes. Por seu desempenho, Martin foi selecionado para a equipe de calouros da SEC.

### Segundo ano
Em seu segundo ano, Martin liderou LSU com 16,9 pontos por jogo e aumentou sua média de rebotes para 9,2 e sua médias de assistências para 1.8.
Em 25 de março de 2015, Martin se declarou o Draft da NBA, abandonando seus dois últimos anos de elegibilidade da faculdade.

## Carreira profissional

### Memphis Grizzlies (2015–2018)
Em 25 de junho de 2015, Martin foi selecionado pelo Memphis Grizzlies com a 25° escolha geral no Draft da NBA de 2015. Quatro dias depois, ele revelou que uma fratura por estresse no pé o impediria de jogar na Summer League. Apesar da lesão, ele assinou seu contrato de novato com o Grizzlies em 10 de julho.
Menos de dois meses depois, Martin sofreu outra lesão no pé, desta vez fraturando o pé esquerdo após colidir com outro jogador durante um treino. Em 18 de dezembro, ele estreou na NBA na derrota por 97-88 para o Dallas Mavericks. Seus minutos aumentaram após a pausa para o All-Star, graças as várias lesões de seus companheiros. Tendo marcado oito pontos no total em sua carreira na NBA até 7 de março de 2016, Martin marcou 16 pontos na derrota por 116-96 para o Boston Celtics em 9 de março. Durante sua temporada de estreia, ele jogou alguns jogos no Iowa Energy, afiliada dos Grizzlies na D-League.
Em 30 de outubro de 2016, Martin teve seu primeiro jogo como titular e registrou quatro pontos e cinco rebotes em 19 minutos em uma vitória por 112-103 sobre o Washington Wizards. Em 28 de novembro de 2016, ele teve seu primeiro duplo-duplo da carreira com 11 pontos e 12 rebotes em uma derrota por 104-85 para o Charlotte Hornets.
Em 3 temporadas nos Grizzlies, Martin fez 142 jogos com médias de 18.3 minutos, 6.2 pontos e 4.0 rebotes.

### Orlando Magic (2018–2019)
Em 23 de julho de 2018, Martin foi negociado para o Orlando Magic em troca de Dakari Johnson e Tyler Harvey. Em 11 de novembro de 2018, ele teve seu melhor jogo pelo Magic com 12 pontos e 6 rebotes em uma vitória por 115-89 sobre o New York Knicks.

### Cleveland Cavaliers (2019)
Em 16 de agosto de 2019, o Cleveland Cavaliers contratou Martin para um contrato de um ano. Ele foi dispensado da equipe em 19 de outubro de 2019 sem ter feito jogos oficiais.

## Estatísticas

### NBA

#### Temporada regular
| Ano      | Time     | PJ  | MPJ  | AP   | 3P   | LL   | RT  | AS  | BR | TO | PPJ |
| -------- | -------- | --- | ---- | ---- | ---- | ---- | --- | --- | -- | -- | --- |
| 2015–16  | Memphis  | 27  | 14.1 | .466 | .000 | .726 | 3.2 | .6  | .3 | .3 | 5.7 |
| 2016–17  | Memphis  | 42  | 13.3 | .384 | .360 | .800 | 3.9 | .2  | .4 | .2 | 3.9 |
| 2017–18  | Memphis  | 73  | 22.8 | .446 | .347 | .767 | 4.4 | 1.0 | .5 | .7 | 7.7 |
| 2018–19  | Orlando  | 42  | 7.8  | .413 | .351 | .818 | 1.7 | .4  | .1 | .2 | 2.7 |
| Carreira | Carreira | 184 | 15.9 | .434 | .346 | .766 | 3.5 | .6  | .4 | .4 | 5.4 |

#### Playoffs
| Ano      | Time     | PJ | MPJ  | AP   | 3P   | LL   | RT  | AS | BR  | TO | PPJ |
| -------- | -------- | -- | ---- | ---- | ---- | ---- | --- | -- | --- | -- | --- |
| 2016     | Memphis  | 2  | 23.0 | .375 | .000 | .500 | 3.5 | .5 | 1.5 | .0 | 4.5 |
| 2017     | Memphis  | 3  | 3.3  | .333 | .000 | .000 | 1.3 | .0 | .3  | .0 | 0.7 |
| Carreira | Carreira | 5  | 11.2 | .364 | .000 | .500 | 2.2 | .2 | .8  | .0 | 2.2 |

### Universitário
| Ano      | Time     | PJ | MPJ  | AP   | 3P   | LL   | RT  | AS  | BR  | TO | PPJ  |
| -------- | -------- | -- | ---- | ---- | ---- | ---- | --- | --- | --- | -- | ---- |
| 2013–14  | LSU      | 32 | 26.2 | .471 | .333 | .689 | 4.6 | .9  | .8  | .7 | 10.3 |
| 2014–15  | LSU      | 33 | 35.1 | .509 | .269 | .690 | 9.2 | 1.8 | 1.2 | .7 | 16.9 |
| Carreira | Carreira | 65 | 30.7 | .494 | .308 | .689 | 6.9 | 1.4 | 1.0 | .7 | 13.7 |

Fonte: